# Galt Canadians
Galt Canadians je bil mladinski hokejski klub iz Galta, danes del mesta Cambridge. Igral je v Ontario Hockey Association od 1943 do 1944. Domača dvorana kluba je bila Galt Arena Gardens.
Klub je užival uspešno otvoritveno sezono, v ligi je zmagal na 15 od 26 tekem. Naslednje leto si je pridobil sponzorstvo NHL moštva Detroit Red Wings in se preimenoval v Galt Red Wings. 

## NHL igralci
Iz moštva Galt Canadians so štirje igralci napredovali do lige NHL:
| - Pete Babando - Lee Fogolin | - Nels Podolsky - Barry Sullivan |

## Izidi
| Sezona  | Moštvo    | Tekem | Zmag | Porazov | Remijev | TOČ | %     | GF  | GA | Uvrstitev      |
| 1943/44 | Canadians | 26    | 15   | 11      | 0       | 30  | 0.577 | 125 | 97 | 2. v Skupini 2 |